# Jakemés
Jakemés, aussi appelé Jakemes, Jakemés Sakesep ou Jakemon Sakesep, est un trouvère picard de la fin du XIIIe siècle. Il est connu pour avoir composé un unique Roman du châtelain de Coucy et de la dame de Fayel, vers 1285.